# Круглое (Тамбовская область)
Кру́глое  — село в Мичуринском районе Тамбовской области России. Входит в состав Изосимовского сельсовета. 

## География
Село находится на левом берегу реки Лесной Воронеж, напротив села Изосимово.

### Часовой пояс
Село Круглое, как и вся Тамбовская область, находится в часовой зоне МСК (московское время). Смещение применяемого времени относительно UTC составляет +3:00.

## История
Основано в 1636 году. Первоначально село носило наименование Круглая Поляна.

## Население
| 1989 | 2002 | 2010 |
| ---- | ---- | ---- |
| 1063 | ↘875 | ↗882 |

### Национальный состав
Согласно результатам переписи 2002 года, в национальной структуре населения русские составляли 94 % из 875 чел.